# Activator (biochemie)
Een activator is in de biochemie een stof die de werking van een enzym in gang zet of versterkt zonder zelf een katalysator te zijn. In tegenstelling tot een co-enzym is een activator een anorganisch molecuul of ion; ook kleine organische moleculen met deze functie noemt men wel activator.
Een niet-actief pro-enzym is een voorbeeld van een enzym dat door een activator actief kan worden gemaakt.